# Theretra monteironis
Theretra monteironis är en fjärilsart som beskrevs av Butler 1822. Theretra monteironis ingår i släktet Theretra och familjen svärmare. Inga underarter finns listade i Catalogue of Life.

## Bildgalleri

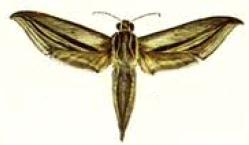